# Erasmus D. Peck

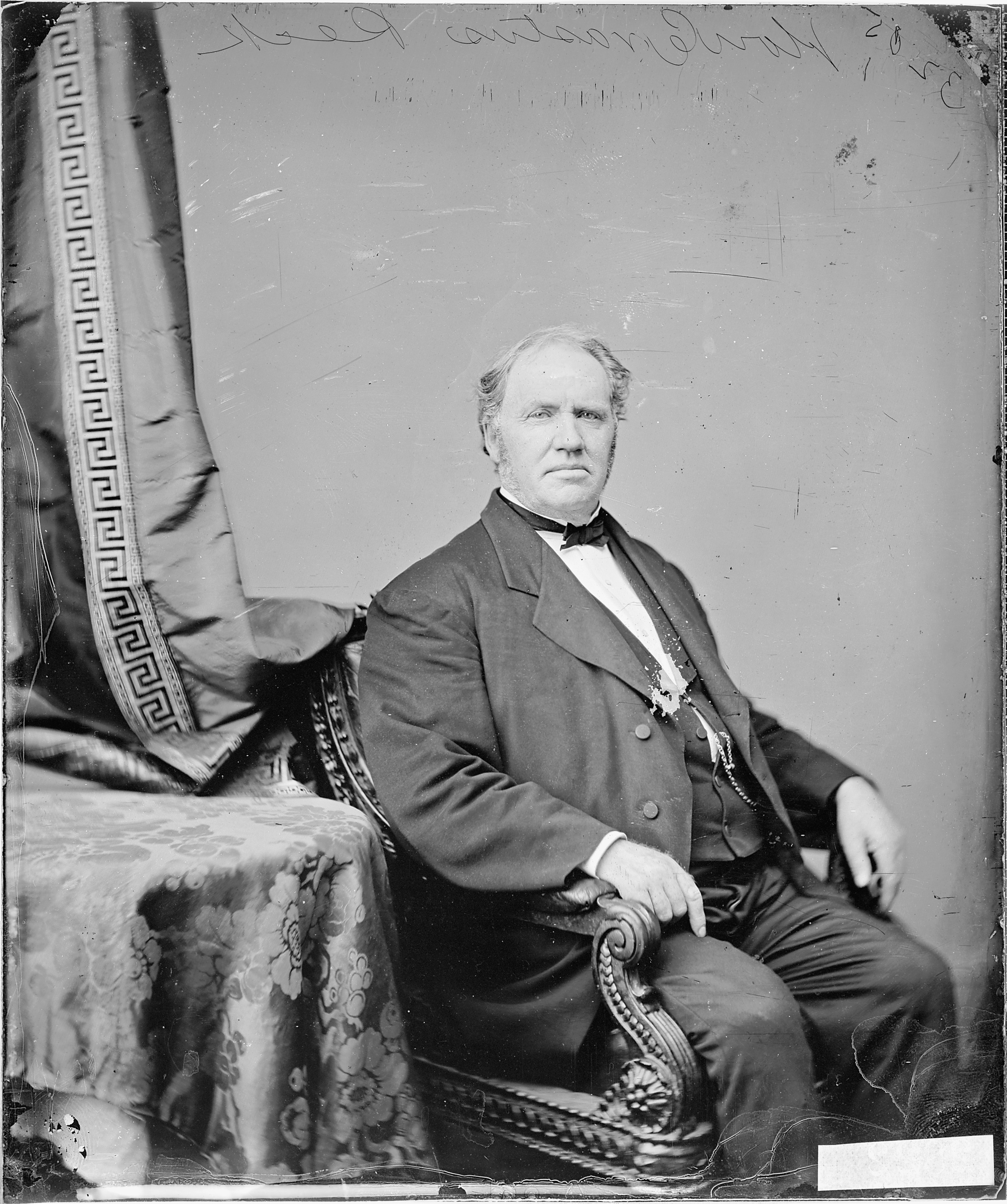
Erasmus D. Peck

Erasmus Darwin Peck (* 16. September 1808 in Stafford, Connecticut; † 25. Dezember 1876 in Perrysburg, Ohio) war ein US-amerikanischer Politiker. Zwischen 1870 und 1873 vertrat er den Bundesstaat Ohio im US-Repräsentantenhaus.

## Werdegang
Erasmus Peck besuchte die öffentlichen Schulen in Monson (Massachusetts). Nach einem anschließenden Medizinstudium am Yale College und seiner 1829 erfolgten Zulassung als Arzt begann er ab 1830 im Portage County in Ohio in diesem Beruf zu arbeiten. Im Jahr 1834 verlegte er seinen Wohnsitz und seine Praxis nach Perrysburg. Später wurde er Mitglied der 1854 gegründeten Republikanischen Partei. Zwischen 1856 und 1859 gehörte er dem Repräsentantenhaus von Ohio an.
Nach dem Tod des Abgeordneten Truman H. Hoag wurde Peck bei der fälligen Nachwahl für den zehnten Sitz von Ohio als dessen Nachfolger in das US-Repräsentantenhaus in Washington, D.C. gewählt, wo er am 23. April 1870 sein neues Mandat antrat. Nach einer Wiederwahl konnte er bis zum 3. März 1873 im Kongress verbleiben. Im Jahr 1872 verzichtete er auf eine weitere Kandidatur.
Nach dem Ende seiner Zeit im US-Repräsentantenhaus praktizierte Erasmus Peck wieder als Arzt in Perrysburg, wo er am 25. Dezember 1876 starb.